# Euplanina horrida
Euplanina horrida is een platworm (Platyhelminthes). De worm is tweeslachtig. De soort leeft in het zoute water.
Het geslacht Euplanina, waarin de platworm wordt geplaatst, wordt tot de familie Euplanidae gerekend. De wetenschappelijke naam van de soort werd voor het eerst geldig gepubliceerd in 1975 door Sopott-Ehlers & Schmidt.